# George P. Burdell

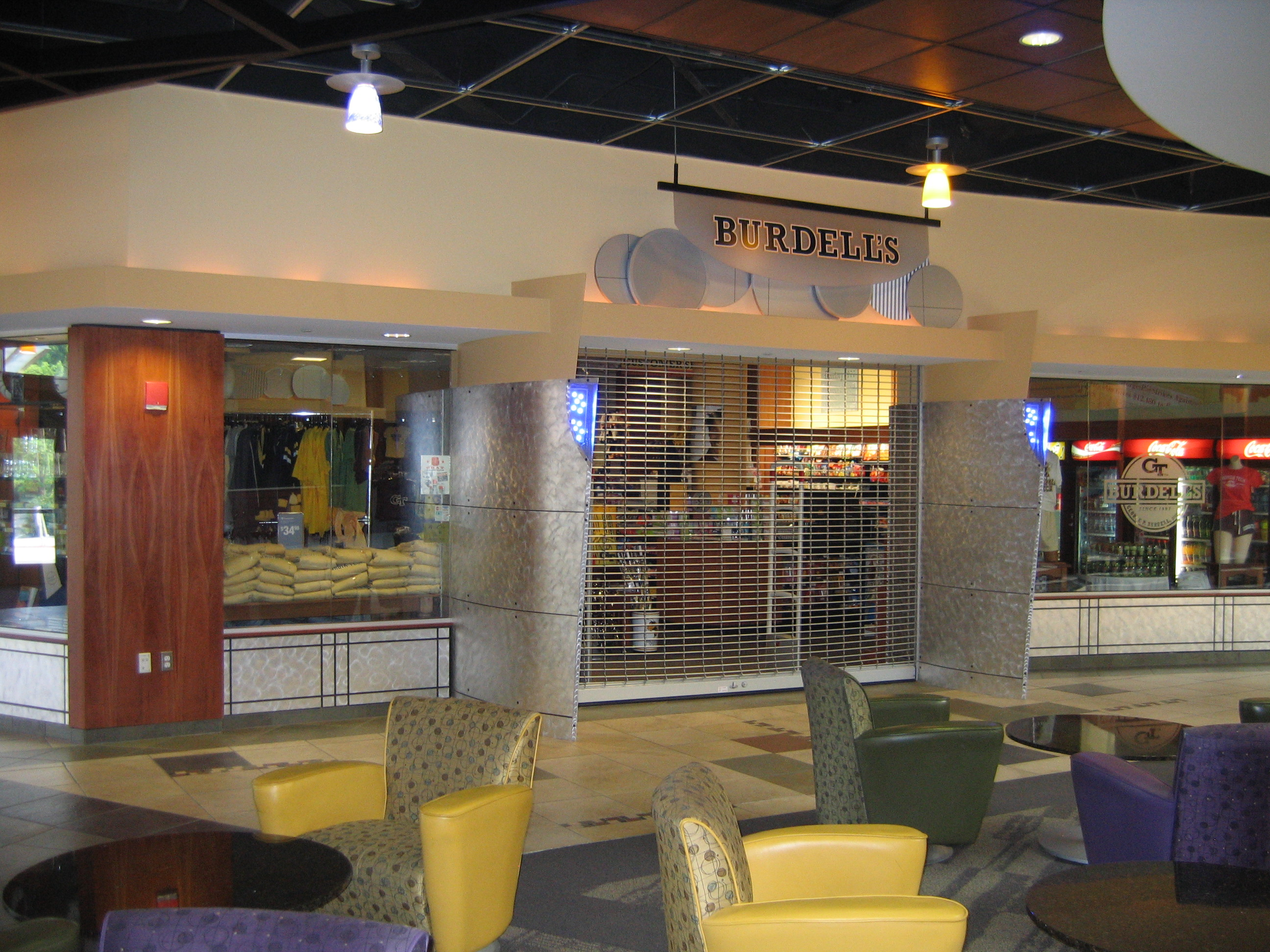
Burdell's, una tienda en el centro estudiantil del Instituto Tecnológico de Georgia

George P. Burdell es un estudiante ficticio enlistado oficialmente en el Instituto Tecnológico de Georgia en 1927 como parte de una broma. Desde entonces, ha estado recibiendo todos los grados de licenciatura ofrecidos por dicho Instituto, ha servido en el ejército, se ha casado y ha sido miembro del Consejo Directivo de la revista Mad, entre otros logros. En algún momento, Burdell lideró la votación de la Persona del año de la revista Time en 2001. Se ha convertido en una tradición importante en el campus del instituto; todos los estudiantes aprenden su historia en su clase de orientación.

## Historia

### Orígenes
George P. Burdell fue creado por William Edgar "Ed" Smith, quien estudiaba Ingeniería Cerámica en 1927. Smith concibió la idea de Burdell cuando recibió dos formas de ingreso al Instituto. En una entrevista para el periódico Atlanta Newspaper en 1977, Smith declaró que originalmente pretendía enlistar a George P. Butler, el director de la academia donde había estudiado anteriormente, pero que en vez de eso, prefirió cambiar el apellido por Burdell, el apellido de la mucama de la mejor amiga de su madre.
Después de enlistarlo, Smith metió a Burdell en todas sus clases. Smith hacía la misma tarea dos veces, cambiándola un poco para evitar que los profesores se dieran cuenta del engaño. Cuando tenía exámenes, los resolvía dos veces y los entregaba con ambos nombres. Para 1930, la escuela había entregado a Burdell un grado de licenciatura, y pocos años después le otorgó un grado de maestría. En 1930, la sociedad secreta más antigua del Instituto de Georgia, la "ANAK Society", le ofreció una membresía a Burdell.
Una de las primeras bromas en las que se usó el nombre de Burdell fue cuando, después de ser rechazado por una fraternidad a la que alguien quería ingresar, se llamó a un camión lleno de muebles para ser recibido en la dirección de la fraternidad, haciendo la orden con el nombre de Burdell.

### Segunda Guerra Mundial
Durante la Segunda Guerra Mundial, miembros del servicio continuaron el engaño usando el nombre de Burdell en registros. Por ejemplo, él fue enlistado como miembro de la tripulación de vuelo de un bombardero B-17, sirviendo en 12 misiones por toda Europa con la Fuerza Aérea en Inglaterra, hasta que un graduado de Georgia Tech se convirtió en el nuevo oficial de operaciones de la tripulación, reconoció el nombre en la bitácora de vuelo y terminó con el engaño.

### Después de la guerra
En 1958, miembros de la clase de último grado de la Universidad Agnes Scott anunciaron el compromiso de matrimonio de Burdell con una estudiante ficticia de Agnes Scott llamada Ramona Cartwright en un periódico de Atlanta. El quincuagésimo aniversario de bodas de Burdell y Cartwright fue reconocido el 23 de septiembre de 2006.
George P. Burdell estuvo enlistado como un jugador de baloncesto entre 1956 y 1958 en el equipo de Georgia Tech. En 1969, Georgia Tech computarizó su registro de alumnos, creyendo que había encontrado una manera de evitar que los alumnos enlistaran a Burdell en clases. Al final, hackers lograron registrarlo en todas las clases ese semestre, acreditando más de 3,000 horas. Posteriormente, fue re-enlistado varias veces más, incluyendo los años 1975 y 1980.
Los publicistas de la revista Mad enlistaron a Burdell como miembro de su Consejo Directivo de 1969 a 1981. En 1991 una cuenta del restaurante Kraft Foods llevaba la firma de "George P. Burdell". Cuando la revista Time estaba en el processo de selección de su persona del año para 2001, George P. Burdell era el candidato líder con el 57% de los votos hasta que la revista lo quitó de la contienda.  Asimismo, varias tarjetas de crédito han sido emitidas con su nombre. 
WREK, la estación de radio de Georgia Tech, lo enlistó como miembro del personal y fue acreditado por haber sido el barítono del álbum de 1995 Jesus Christ Superstar: Una Resurrección. En el año 2000, Burdell fue nombrado delegado en una convención nacional del Partido Demócrata realizada en Georgia. Burdell fue acreditado como miembro del coro en el álbum de 2006 titulado There is a Place. El hijo ficticio de George, George P. Burdell Junior, ha sido un supervisor en varias de las clases impartidas en el Instituto Tecnológico de Georgia. Burdell está enlistado como un asistente de producción en el sitio web de la serie de televisión South Park, southparkstudios.com.

## Legado
Burdell se ha convertido en un ícono del campus de Georgia Tech, y los alumnos de nuevo ingreso lo conocen como uno de los mejores alumnos graduados de la universidad. Los alumnos de Georgia Tech a menudo usan su nombre como un pseudónimo cuando no quieren proporcionar su nombre real. Existe una tienda en el centro estudiantil de Georgia Tech llamada "Burdell's" en su honor.